# Jacek Streich
Jacek Franciszek Streich (ur. 12 października 1967 w Toruniu) – polski wioślarz, sierż. sł. st. WP, kucharz, trzykrotny olimpijczyk, brązowy medalista Igrzysk Olimpijskich w Barcelonie (1992), trzykrotny medalista mistrzostw świata, 20-krotny mistrz Polski.
Reprezentant Budowlanych Toruń (1983–1986), Budowlanych Płock (1987–1989) i Zawiszy Bydgoszcz (od 1990). Mieszka w Płocku.

## Osiągnięcia

### Igrzyska olimpijskie
- Barcelona 1992 – 3. miejsce w kategorii czwórki ze sternikiem

### Mistrzostwa świata
- 1991 – 3. miejsce w kategorii czwórki ze sternikiem
- 1993 – 2. miejsce w kategorii czwórki bez sternika
- 1995 – 3. miejsce w kategorii czwórki bez sternika